# Okręt (Tatry)

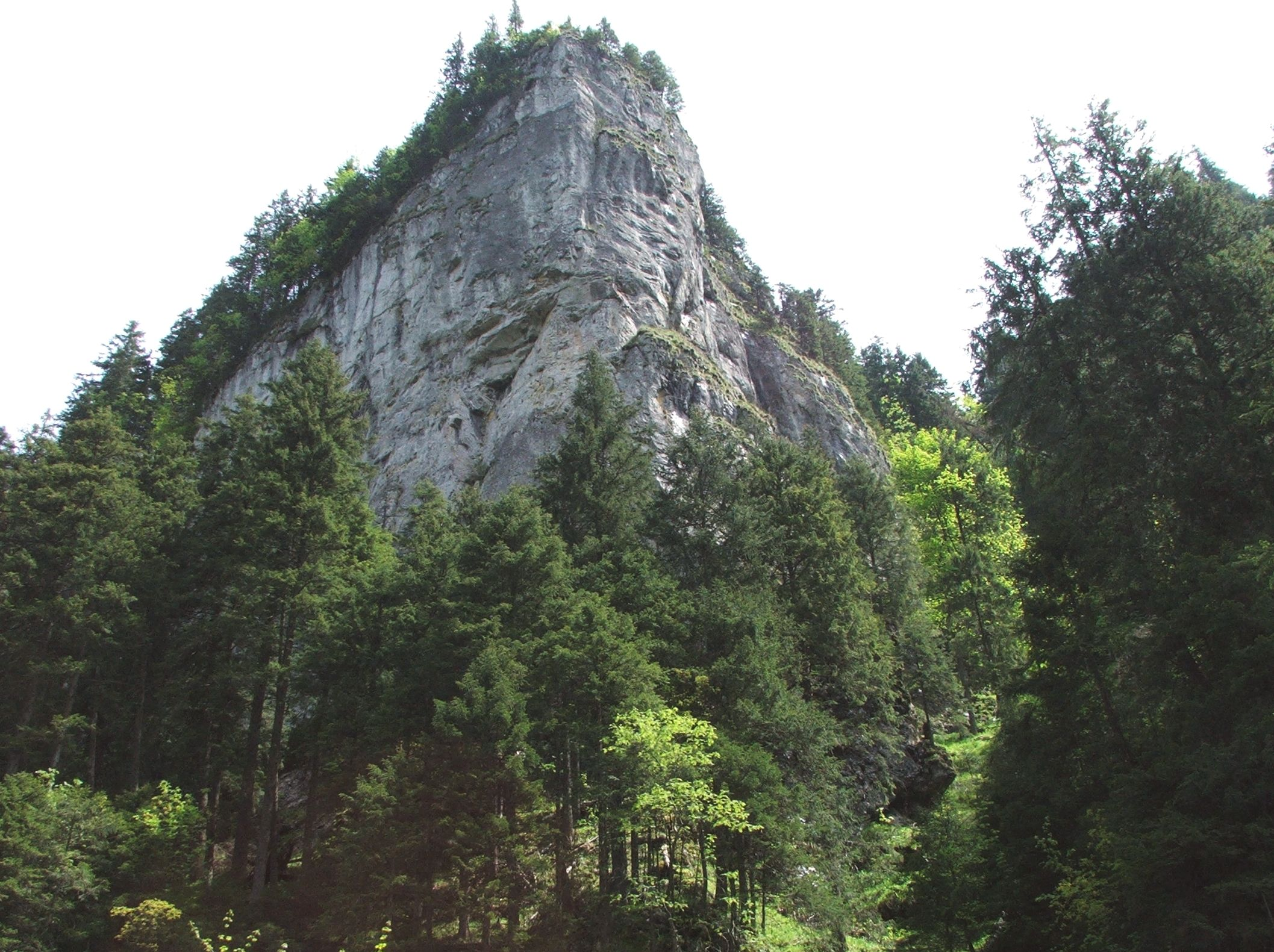
Turnia Okręt

Okręt – wznosząca się na wysokość ok. 1100 m n.p.m. turnia w Dolinie Kościeliskiej w polskich Tatrach Zachodnich. Stanowi wschodni rygiel Pośredniej Kościeliskiej Bramy, zwanej też Bramą Kraszewskiego. Wznosi się tuż po wschodniej stronie Kościeliskiego Potoku i jest dobrze widoczna ze szlaku turystycznego prowadzącego dnem doliny. Nazwa pochodzi od tego, że jej filar i pionowe ściany przypominają dziób okrętu. Zbudowana jest ze skał dolomitowo-wapiennych. Od góry wejść na nią można bez problemu, od strony potoku natomiast do 2010 r. jej ściany (południowo-zachodnia i północno-zachodnia) nie zostały zdobyte mimo kilku prób wejścia.
Turnia Okręt stanowi zakończenie grzbietu, który w górę ciągnie się w południowo-wschodnim kierunku poprzez Organy, Rękawicę i Zdziary Pisaniarskie aż po Rówień nad Karczmą.
W turni znajduje się kilka jaskiń, m.in. Komora w Okręcie, Nisza z Jaworem, Szczelina za Okrętem I i Szczelina za Okrętem II.